# Finlandia en los Juegos Paralímpicos de Nagano 1998
Finlandia estuvo representada en los Juegos Paralímpicos de Nagano 1998 por un total de 21 deportistas, 14 hombres y siete mujeres.

## Medallistas
El equipo paralímpico finlandés obtuvo las siguientes medallas:
| Nombre             | Deporte        | Evento                              |
| ------------------ | -------------- | ----------------------------------- |
| Oro                |                |                                     |
| Tanja Kari         | Esquí de fondo | 5 km estilo clásico LW2-9 femenino  |
| Tanja Kari         | Esquí de fondo | 5 km estilo libre LW2-9 femenino    |
| Tanja Kari         | Esquí de fondo | 15 km LW2-9 femenino                |
| Kaija Tuikkanen    | Esquí de fondo | 5 km estilo clásico B2-3 femenino   |
| Sisko Kiiski       | Esquí de fondo | 15 km B1-3 femenino                 |
| Kari Joki-Erkkilä  | Esquí de fondo | 5 km silla de esquí LW12 masculino  |
| Kari Joki-Erkkilä  | Esquí de fondo | 10 km silla de esquí LW12 masculino |
| Plata              |                |                                     |
| Sisko Kiiski       | Esquí de fondo | 5 km estilo clásico B2-3 femenino   |
| Kaija Tuikkanen    | Esquí de fondo | 5 km estilo libre B2-3 femenino     |
| Kaija Tuikkanen    | Esquí de fondo | 15 km B1-3 femenino                 |
| Kalervo Pieksämäki | Esquí de fondo | 15 km LW2/3/4/9 masculino           |
| Kalervo Pieksämäki | Esquí de fondo | 20 km LW2-9 masculino               |
| Bronce             |                |                                     |
| Teuvo Ojala        | Biatlón        | 7,5 km LW12 masculino               |
| Kalervo Pieksämäki | Biatlón        | 7,5 km LW2,3,4,5/7,9 masculino      |
| Jaana Argillander  | Esquí de fondo | 5 km estilo clásico B2-3 femenino   |
| Sisko Kiiski       | Esquí de fondo | 5 km estilo libre B2-3 femenino     |
| Teuvo Ojala        | Esquí de fondo | 5 km silla de esquí LW12 masculino  |
| Teuvo Ojala        | Esquí de fondo | 10 km silla de esquí LW12 masculino |
| Kalervo Pieksämäki | Esquí de fondo | 5 km LW3/4/9 masculino              |